# Бастија (Фиренца)
Бастија (итал. Bastia) је насеље у Италији у округу Фиренца, региону Тоскана.
Према процени из 2011. у насељу је живело 57 становника. Насеље се налази на надморској висини од 44 м.